# Древесная мантелла
Древесная мантелла (лат. Mantella laevigata) — лягушка из рода Mantella семейства Mantellidae.

## Описание
Длина от 26 до 30 мм. Этот вид имеет дисковидное расширение пальцев, позволяющие карабкаться даже по стволам бамбука.

## Родина
Остров Нуси-Мангабе у восточного побережья Мадагаскара.

## Место обитания
Населяет дождевые леса с большим количеством опавших листьев на почве. В горах эти лягушки обитают во вторичных растительных комплексах, например в зарослях бамбука. Температура в месте обитания этого вида в зависимости от сезона находится в пределах 20—30 °C.

## Размножение
В отличие от других видов, во время периода размножения эти лягушки остаются на деревьях, используя для икрометания наполненные водой ямки или дупла, забираясь на высоту до 4 м. Из всей кладки выживает не более двух головастиков, которые питаются икринками или головастиками собратьями.